# SUMB MH600BS

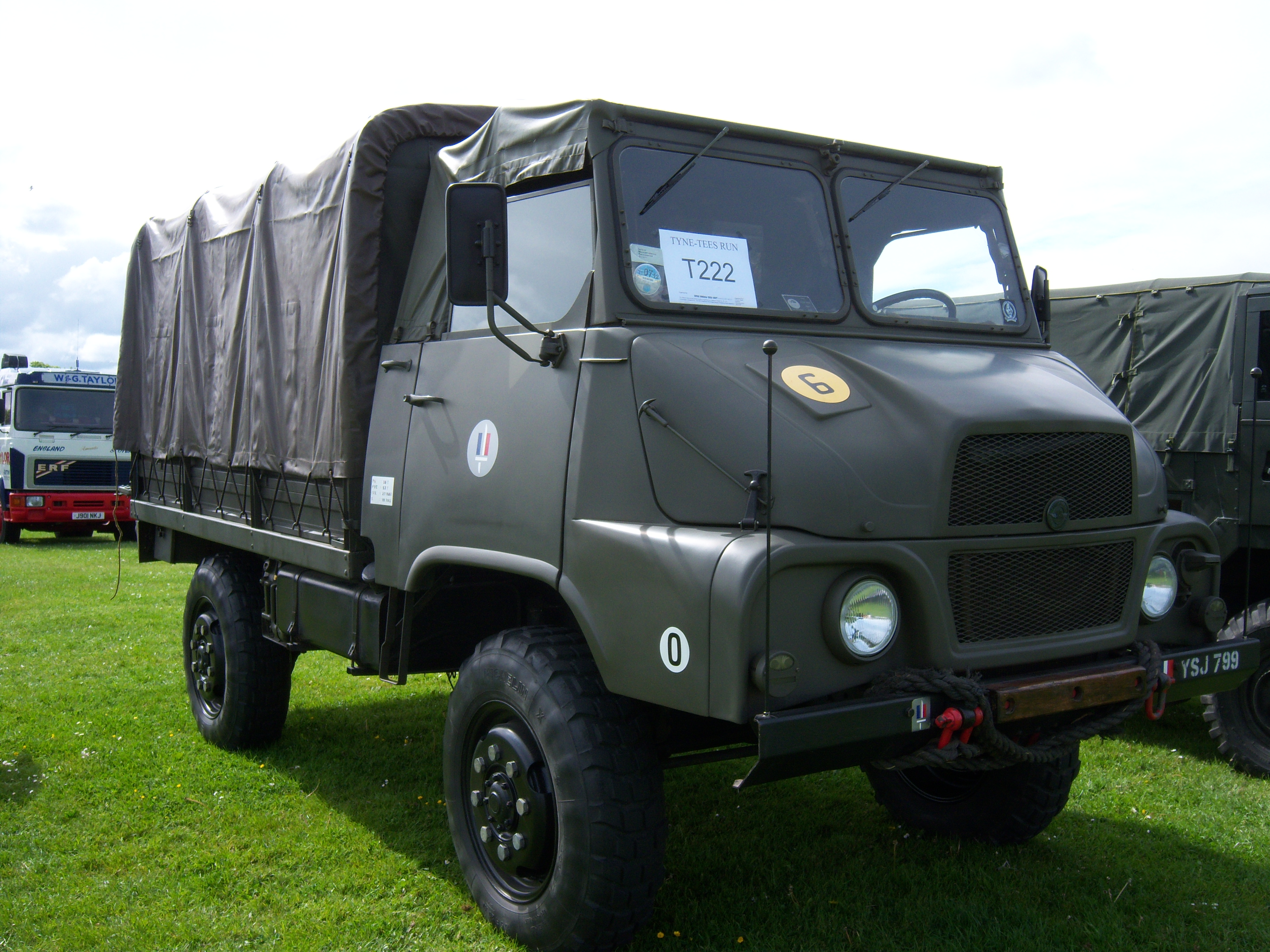
SUMB met bouwjaar 1959

De SUMB MH600BS was een lichte vrachtwagen van Simca-Unic Marmon-Bocquet gemaakt voor het Franse leger. Het voertuig kwam in 1964 in productie en behoorde lange tijd tot de standaarduitrusting.

## Geschiedenis
Na de Tweede Wereldoorlog had het Franse leger veel Amerikaanse voertuigen overgenomen, waaronder de Dodge WC. Eind vijftiger jaren werd naar een opvolger gezocht voor dit voertuig. Unic was overgenomen door Simca en deze combinatie produceerde vrachtwagens, maar niet voor militair gebruik. In samenwerking met Marmon-Herrington, die wel gespecialiseerd was in de productie van legervoertuigen, ontwikkelde ze de SUMB MH600BS. Het voertuig was in productie vanaf 1962 en er zijn ongeveer 9000 exemplaren van gemaakt. De Simca fabriek in Suresnes was hiervoor verantwoordelijk.

## Beschrijving
De vrachtwagen had een normale opbouw. De motor was voorin geplaatst en de bestuurderscabine bood plaats aan twee personen. De cabine was deels van staal, maar het dak was van Canvas en kon gemakkelijk verwijderd worden. De voorruit was neerklapbaar en rustte op de motorkap waardoor de hoogte van het voertuig werd verlaagd.
Er zijn  twee motoren gebruikt, een benzine- en latere versies kregen een dieselmotor, beide met een vermogen van 100 pk. De versnellingsbak had 4 versnellingen voor- en 1 achteruit. Door de installatie van een extra reductiebak konden de versnellingen in hoge- als lage gearing gebruikt worden (4F1Rx2). Alle wielen werden aangedreven (4x4). Met een brandstoftank inhoud van 130 liter lag het bereik op zo’n 550 kilometer.
De laadruimte was 3,0 meter lang en 2,0 meter breed en er kon 1,5 ton vracht worden meegenomen. Door banken in het laadruim te plaatsen konden ook militairen worden vervoerd. Een aantal voertuigen kregen aan de voorzijde een lier met een kabel van 60 meter lengte. De bodemvrijheid was 0,3 meter en zonder verdere aanpassingen kon het voertuig door 0,8 meter diep water rijden.

## Langere versie
Vanaf 1971 kwam er een langere versie van het voertuig in productie. Alle onderdelen van de korte versie werden weer gebruikt alleen was het voertuig langer. De wielbasis werd verlengd van 2,9 meter naar 4,1 meter. Dit voertuig had een grotere laadruim en kon 3 ton vracht meenemen.